# Les Touches-de-Périgny
Les Touches-de-Périgny är en kommun i departementet Charente-Maritime i regionen Nouvelle-Aquitaine i västra Frankrike. Kommunen ligger  i kantonen Matha som ligger i arrondissementet Saint-Jean-d'Angély. År 2022 hade Les Touches-de-Périgny 544 invånare.

## Befolkningsutveckling
Antalet invånare i kommunen Les Touches-de-Périgny
Referens:INSEE